# Kasejovice

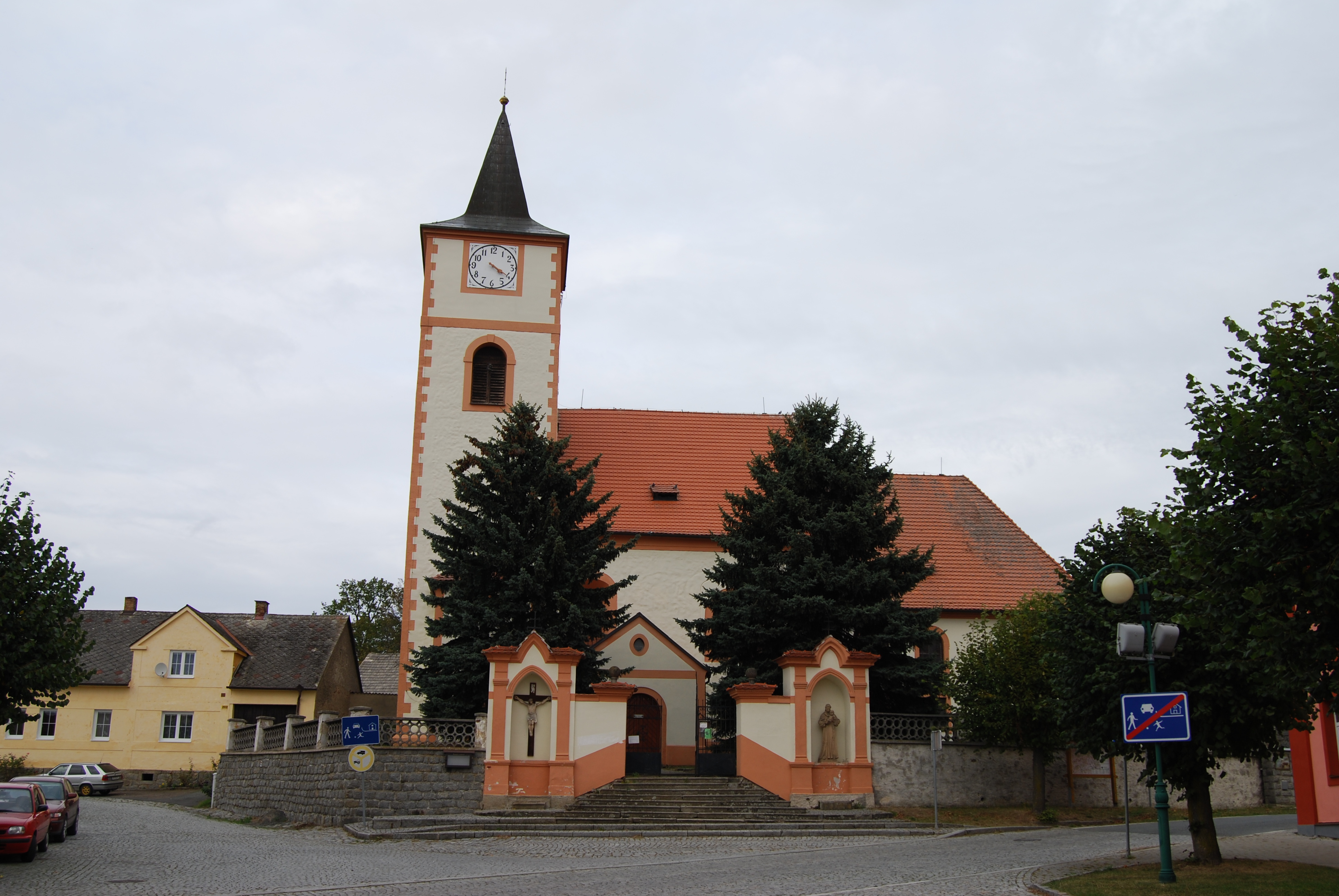
Kirche

Kasejovice (deutsch: Kassejowitz, älter auch Kassegowitz, Tarßewitz) ist eine Stadt in der Tschechischen Republik und liegt im Okres Plzeň-jih, Plzeňský kraj. In dem Ort lebten am 28. August 2006 1333 Einwohner.

## Geschichte
Die erste urkundliche Erwähnung war im Jahr 1264.

## Sehenswürdigkeiten
- Jakobskirche
- Kapelle des heiligen Vojtek
- Pfarrei mit Lagerhaus
- Stadtbrunnen
- Rathaus
- Synagoge im südlichen Teil der Stadt
- Jüdischer Friedhof

## Ortsteile
Kasejovice besteht aus den folgenden Ortsteilen:
- Chloumek
- Kladrubce
- Podhůří
- Polánka
- Přebudov
- Řesanice
- Újezd u Kasejovic

## Söhne und Töchter der Stadt
- Wenceslas Bojer (1795–1856), Naturforscher, geboren in Řesanice